# Nadutost trbuha
Nadutost trbuha, napuhnutost, meteorizam, flatulencija, a u narodu se još rabi izraz vjetrovi, pojava je velike količine plinova u crijevima. Nadutost trbuha je samo simptom koji prati neke organske promjene u organizmu. 
Sve veći broj ljudi danas pati od tegoba u vidu nadimanja i povećane količine plinova u crijevima - flatulencije. Ovaj poremećaj nije samo socijalno ometajući i neugodan već može biti praćen grčevima i bolovima. 

## Uzrok
Nadutost trbuha najčešće je posljedica brzog načina života i loših navika pri jelu. Svaka osoba ima određenu količinu plinova u crijevima, koja nastaje na jedan od sljedećih načina:
- Gutanje zraka tijekom uzimanja hrane (Aerofagija)
- Oslobađanje CO2 (ugljičnog dioksida i H+ (vodika), koji nastaje pod utjecajem želučane kiseline i enzima na hranu u želucu.
- Oslobađanje HCO (iz pankreasa)
- Razlaganje ugljikohidrata i drugih organskih tvari, bakterijama u crijevima, stvara se veća količina plinova
- Difuzija plina iz krvi u lumen crijeva
- Kod loše probave (npr. disfunkcija pankreasa i jetre), povećana je količina plinova u crijevima.

## Patofiziologija
Na probavljanje hrane imaju utjecaja želučana kiselina, enzimi želuca i crijeva i žuč. Ove supstance luče se pod utjecajem hrane ili raspadnih produkata hrane vrlo preciznim redoslijedom. Redoslijed kao i količinu izlučenih supstanci potrebnih za probavljanje može poremetiti loš sastav unijete hrane, prebrzo i halapljivo gutanja ili preobilan unos hrane itd. Glavni mehanizmi u nastanku nadutosti su;
1. Aerofagija ili gutanja zraka je; 
- Neurotska navika, koja je često odraz neriješenih unutarnjih sukoba (psihosomatskim poremećajima)
- Nepravilan način žvakanje i gutanja hrane, s kojom se guta i veća količina zraka.

2. Poremećaj pasaža u crijevima, remeti protoka plinova zbog; 
- Priraslica (adhezije u crijevima)
- Funkcionalnih poremećaja: spazmi crijeva, posebno lijeve fleksure (zavoja) debelog crijeva, ( "sindrom lijeve fleksure")
- Dnevnih oscilacija u pasaži: od jutra prema večeri simptomi nadutosti rastu.

3. Povećano umnožavanje bakterija dovodi do povećanog stvaranja plina u crijevima, (intraintestinalni plin); 
- Kada je hrana bogata prevelikom količinom balastnih tvari (celuloze u vidu kruha od punog zrna mekinje, kupusa, kelj, rotkvica i sl.) ili ugljikohidratima, dolazi do povećanog stvaranja plinova
- Genetski poremećaj u debelom crijevu praćen lošom apsorpcija.
- Konzumiranje dijetalnih vlakana
- Bakterijska infekcija crijeva
- Gastrointestinalna dispepsija izazvana netolerancijom na mlijeko i mliječne proizvode
- Zlouporaba sorbitola, kao zamjene za šećer,
- Poremećaji u radu pankreasa
- Uporaba nekih lijekova (antibiotici, eterična ulja, laksativ, acetilcistein, preparati željeza) mogu narušiti bakterijsku flora u crijevima uz nekontrolirano umnožavanje patogenih bakterija.

4. Smanjena resorpcija plina iz crijeva, je također jedan od uzoka nadutosti zbog; 
- Ileusa (vezana crijeva) koji narušava protok i umanjuje resorpciju plina kroz zid crijeva
- Insuficijencija desnog srca
- Oštećenje arteriovenske cirkulacije jetre izazvano cirozom.

5. 'Funkcionalna i organska oboljenja digestivnog sustava', često su uzrok nadutosti kao što su;
- Nedostatak enzima pankreasa,
- Gastritis,
- Intolerancija (nepodnošenje) laktoze,
- Ulcerozni kolitis,
- Chronova bolest,
- Poremećaja funkcije crijeva - iritabilni kolon.

Jedan dio plinova normalno se apsorbira iz crijeva, a jedan dio se izbacuje van u vidu flatusa (ispuštenog vjetra). Kada je apsorpcija plinova smanjena, a njezino stvaranje povećano, ili pražnjenje crijeva otežano zbog zatvora dolazi do pojave nadutosti - meteorizma

## Sastav plinova
Dušik je glavni plin tijekom nadutosti, uz ugljični dioksid, koji je prisutan u višim količinama od onih koji se unose ispijanju gaziranih napitaka. U pojedinim slučajevima u plinu se može nalaziti kombinacija vodika i metana što predstavlja opasnu otopinu koja pri nekim elektrokirurškim intervencijama ili tijekom boravka u sredini bogatoj kisikom (kao što je boravak u hiperbaričnim barokomorama) može eksplodirati. Međutim suvremena sredstva za pripremu bolesnika prije intervencije su ovu opasnost praktično otklonila, a metan nije zastupljen kod svih ljudi u flatusu. 
U jednoj studiji o izmetu, od devet odraslih, samo pet uzoraka sadržalo je materije sposobne za proizvodnju metana. [1] Slični rezultati nalaze se u uzorcima dobiveni analizom plina u rektum. 
Glavne komponente plinova u flatusa u postotku su: 
- Dušik - 20% - 90%
- Vodik - 0% - 50%
- Ugljični dioksid - 10% - 30%
- Kisik - 0% - 10%
- Metan - 0% - 10%

Tijekom eliminacije u vanjsku sredinu flatus ima neugodan miris, koji je uglavnom rezultate niske molekularnu težine masnih kiselina, kao što su; buternac kiselina (maslac ima užegao miris) i sumpora odnosno njegovih spojeva, kao što su vodik sulfid (miris pokvarenih jaja) i karbonilni sulfid. Neugodan miris može biti uzrokovan i prisutnošću mikroflore i velikog broja bakterija i njihovog prisustva s izmetom u rektumu. 

## Fenomen nadutosti trbuha u zrakoplovstvu
Pojava plinova u šupljim organima trbuha, kod pilota, astronauta i osoba koje borave u hipobaričnim barokomorama, može izazvati znatan utjecaj na tijek disanja često praćen jakom nelagodnošću i intenzivnim bolom u trbuhu. Također ovaj problem mogu imati i ronioci, kesonski radnici i osobe koje se liječe u hiperbaričnim barokomorama tijekom izrona. 
Količina plina nije podjednaka u svim trbušnim organima. Najveća količina je u želucu i donjim partijama crijeva (debelo i završno crijevo-rektum), i iznosi 150-500 ml. 
Počev od 4.920 metara visine javljaju se prve tegobe izazvane širenjem plinova u trbuhu. Na visini od 10.000 metara plin u trbuhu ima 4 puta veću zapreminu nego na razini mora. Na toj i većim visinama nadutost može imati za posljedicu podizanje dijafragme i remećenje normalnog procesa disanja. Ako pilot na tim visinama udiše preko maske kisik pod natpritiskom poremećaji u grudnom košu su još intenzivniji. Dalje ovaj plin može izazvati i refleksnu vazomotornu reakciju koju prati znojenje, pad krvnog tlaka, sve do gubitka svijesti. Ako je sluzokoža crijeva preosjetljiva zbog nadražaja ili djelovanja alergena iz hrane, tada i minimalne količine plina mogu dovesti do pojave jakih bolova. Pojava ovih poremećaja može značajno utjecati na sigurnost upravljanja letjelicom, a zbog trenutnog poremećaja svijesti može izazvati i katastrofu. 
Slične pojave imaju i ronioci, kesonski radnici i osobe koje borave u hiperbaričnim komorama na većim dubinama tijekom izrona. Za spuštanja ispod površine mora zbog porasta ambijentalnog tlaka dolazi do sabijanje plina u šupljim organima trbuha, što obično ne pričinjava tegobe. Ali s povratkom na površinu (izron) i pada ambijentalnog tlaka, dolazi do naglog širenja plina u trbuhu koji izaziva slične tegobe kao kod pilota.
| Barometarski tlak(mmHg) | Visina (met.) | Relativni volumen plina(lit.) |
| ----------------------- | ------------- | ----------------------------- |
| 760                     | 0             | 1                             |
| 520                     | 3200          | 1,5                           |
| 350                     | 6500          | 2,4                           |
| 226                     | 9800          | 4,0                           |
| 141                     | 13.200        | 7,6                           |
| 87                      | 16.390        | 17,0                          |
| 54                      | 19.700        | 102,0                         |

Preventivne mjere
- Redovnom kontrolom zdravstvenog stanja pravovremeno otkriti poremećaje i bolesti koje mogu utjecati na nadutost trbuha, a osobama kod kojih se otkriju ovi poremećaji, privremeno zabraniti boravak u atmosferi povišenog ili sniženog tlaka.
- U vrijeme letenja, ronjenja, boravka u kesonima i barokomorama, izbjegavati uporabu hrane za koju je poznato da nadima, hrane koja iritira sluzokožu digestivnog trakta i konzumiranje gaziranih napitaka.
- U slučaju tegoba, oprobanim metodama, (podrigivanjem i izbacivanjem plinova preko rektuma), nastojati da se s promjenom ambijentalnog tlaka iz digestivnog trakta izbaci što veća količina plina, što dovodi do izjednačavanje tlaka u šupljim organima trbuha, s okolnim tlakom, i prestanka tegoba.

## Liječenje

### Primjena lijekova
Od lijekova rabe se preparati koji vezuju plinove; 
- dimeticon ili preparati koji smanjuju grčenje
- spazmolitici ili preparati koji smanjuju grčenje
- biljni preparati lijekovi iz skupine karminativa koji smanjuju nadutost i pospješuju probavu.

### Konzervativno liječenje
- Tople kupke ili termofor na trbuhu.
- Masiranje trbuha u smjeru kretanja kazaljke na satu počevši od donjeg desnog dijela trbuha naviše, zatim ispod rebara na lijevo i potom naniže do donjeg lijevog dijela trbuha u trajanju od oko 5 minuta.
- Primjena čaja od kamilice ili metvice s kuminom i/ili anisom.[4]